# Liuqiao, Suixi
Liuqiao (kinesiska: 刘桥) är en köping  i östra Kina. Den ligger i Suixi härad i staden Huaibei i provinsen Anhui, omkring 240 kilometer norr om provinshuvudstaden Hefei. Antalet invånare är 58926. Befolkningen består av 30 006 kvinnor och 28 920 män. Barn under 15 år utgör 17,0 %, vuxna 15-64 år 72 %, och äldre över 65 år 9,0 %.